# Formation de Saint-Chinian
La formation de Saint-Chinian est une formation géologique de schistes à passées décimétriques de grès, datant de l'Ordovicien inférieur (Trémadocien).

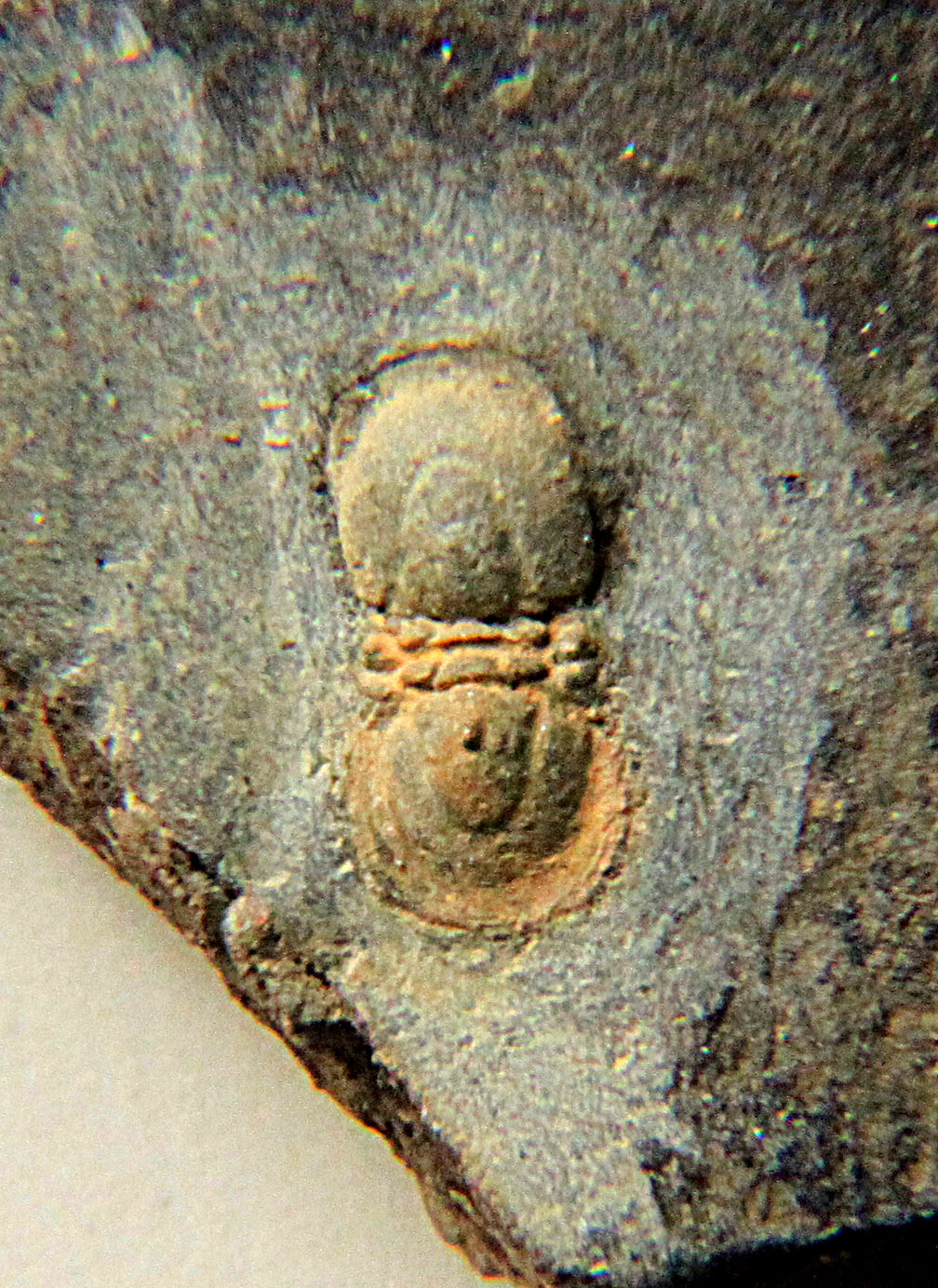
Fossile du trilobite Geragnostus mediterraneus,
de la formation géologique de Saint Chinian
de l'Ordovicien inférieur de la montagne Noire,
France. Longueur : 6 millimètres.

C'est une des six formations géologiques du bassin cambro-ordovicien de Saint-Chinian, dont la succession est, de bas en haut : formations de la Dentelle, Saint-Chinian, la Maurerie, Cluse de l’Orb et membre de Setso, Foulon et Landeyran. Cette formation affleure sur le flanc sud de la montagne Noire dans le sud de la France.
Le nom de la formation est donné par la petite ville de Saint-Chinian, une commune située dans le département de l'Hérault en région Occitanie.
Elle est datée de la sous-zone biostratigraphique à Taihungshania miqueli et Asaphelina barroisi berardi.

## Paléoenvironnement
La nature fine des sédiments silico-clastiques, la présence de figures sédimentaires de glissement (slumps), combinés avec une faune de trilobites dominée par les représentants de la famille des Asaphidae indiquent un environnement marin de plate-forme externe distale.

## Paléofaune
Les schistes de la formation de Saint-Chinian renferment par endroits des accumulations de nodules phosphatés, dont chacun peut contenir un trilobite ; ce sont les fameux « schistes à gâteaux ».
- Trilobites[4] :
Les membres de l'ordre des Asaphida et de la famille des Asaphidae sont courants :
  - Asaphelina barroisi barroisi,
  - Asaphelina barroisi berardi,
  - Niobella ligneresi,
  - Paramegalaspis immarginata,
  - Asaphellus frequens,
  - Taihungshania miqueli,
  - Ampyx priscus[5],
  - Ampyxinella ;

L'ordre des Agnostida est représenté par[6] :
  - Micragnostus calvus,
  - Anglagnostus dux,
  - Geragnostus mediterraneus,
  - Arthrorhachis[7] ;

Ordre des Ptychopariida :
  - Euloma filacovi,
  - Solenopleuropsis ribeiro[8] ;

Ordre des Phacopida :
  - Platycalymene[7].

Les fossiles d'animaux marins d'autres groupes sont connus également :
- des brachiopodes ;
- des mollusques :
  - bivalves,
  - rostroconques,
  - monoplacophores ;
- des gastéropodes ;
- des échinodermes ;
- des graptolites.